# Antoine Corniol
Antoine Corniol est un danseur français né à Lyon vers 1770.

## Biographie
Danseur figurant à la Comédie-Italienne de Paris de 1786 à 1793, il est engagé comme premier danseur au Théâtre de l'Ambigu-Comique durant la saison 1797-1798, sous la direction du maître de ballet Louis Milon. Il y danse aux côtés de Louis Duport et d'Émilie Bigottini. Les deux saisons suivantes, Corniol est premier danseur au Théâtre de la Gaîté, sous la direction d'Eugène Hus.
Ayant contracté un engagement à Amsterdam, il quitte Paris début 1800, en compagnie de quelques danseurs, dont Mademoiselle Polly. En chemin, la petite troupe s'établit à Bruxelles où elle commence ses représentations au Théâtre de la Monnaie le 12 janvier 1800. Elle y joue notamment L'Enfant du Bonheur, pièce de Gabiot et Ribié ornée de ballets et pantomimes composés par Eugène Hus, Le Déserteur de Jean Dauberval, La Caravane du Caire, opéra de Grétry orné d'un ballet nouveau, ainsi que plusieurs pièces de second ordre. Une petite troupe de ballet se constitue rapidement autour de ce noyau : elle comporte six danseurs et sept danseuses, qui vont ensuite donner plusieurs représentations à Gand et seront engagés au Théâtre d'Amsterdam pour former l'année suivante le « Ballet national d'Amsterdam ».
À la fin de l'année 1801, la troupe se disperse et Corniol revient à Paris, où il est engagé comme premier danseur au Théâtre de la Porte-Saint-Martin. En 1804, il est rengagé par le Théâtre d'Amsterdam comme premier danseur et maître de ballet, puis on perd sa trace.